# Ciriaco y Paula
Ciriaco y Paula fueron dos santos y mártires cristianos hispanorromanos, muertos en Málaga el 18 de junio de 303.
Eran jóvenes y pertenecían a la entonces creciente comunidad cristiana en la ciudad, presidida por el obispo San Patricio.  Apresados en el contexto de la décima persecución del emperador Diocleciano y Maximiano, fueron sometidos a dolorosos tormentos con el propósito de que renunciaran a su fe y adorasen a las divinidades paganas romanas. Como no consiguieron tal propósito, fueron condenados a muerte y lapidados, atados a sendos árboles, en la margen del río Guadalmedina, en el lugar que aún hoy se conoce como Paseo de Martiricos (junto al actual Estadio de La Rosaleda). Ocurrida la muerte, cayó un fuerte aguacero que impidió que sus cuerpos fuesen quemados. Los cristianos malagueños los recogieron y procedieron a su sepultura. Desde entonces y hasta el siglo XI fueron venerados en la ciudad y en toda la Bética.
Los Reyes Católicos consagraron a San Ciriaco y Santa Paula una de las cuatro parroquias fundacionales tras la toma de Málaga en la Guerra de Granada (1487), los designaron patronos de la ciudad de Málaga en 1490 y los incluyeron en el escudo de Málaga en 1494.

## Historia y devoción
El origen de la devoción a los Santos Mártires se debe, según algunos historiadores, a una presencia sobrenatural previa a la incorporación de Málaga a la Corona de Castilla.
Los Reyes Católicos se encontraban en Córdoba planificando su campaña militar para conquistar la importante plaza del Reino de Granada: la gran ciudad portuaria de Málaga, centro de abastecimiento marítimo y de contacto con el norte de África; cuando un monje jerónimo, llamado Fray Juan de Carmona, comunicó a los Reyes Católicos una premonición que habían tenido: si se comprometían a fundar una iglesia bajo la advocación de los mártires San Ciriaco y Santa Paula, la victoria sería suya. Por tanto, los Santos Mártires ya estuvieron presentes antes de que los Reyes Católicos entraran en Málaga el 19 de agosto de 1487.
La otra versión, que recogen fielmente los historiadores locales, hace referencia a que una vez arrebatada Málaga a los musulmanes, los Reyes Católicos recuperaron una tradición secular en torno al martirio de dos jóvenes malagueños. Cuando el papa Inocencio VIII recibió la embajada de los Reyes Católicos notificándole la conquista de este importante baluarte islámico, los felicitó por esa victoria político-militar, indicándoles a su vez, en un Breve Apostólico, que en esa ciudad habían padecido martirio los jóvenes Ciriaco y Paula, perseguidos por los emperadores Diocleciano y Maximiano en el siglo IV. Conocida por los repobladores la existencia de estos mártires oriundos de la ciudad, los designaron como Patronos de Málaga.
Aunque Málaga honra a Ciriaco y Paula como sus santos, no tiene noticias precisas acerca de su vida. Se desconocen los datos en torno a su nacimiento, infancia o juventud. Los escritos únicamente hacen referencia a su muerte. Sus actas de martirio debieron de perderse durante el dominio musulmán. La tradición transmitida a Roma, de la que se hace eco Inocencio VIII, data del siglo IX al recoger el monje benedictino Usuardo, procedente de la corte francesa de Carlos el Calvo, los datos de los mártires españoles. En su Martirologio recoge así la noticia sobre los patronos malagueños:
“En España, en la ciudad de Málaga, murieron en este día los señores mártires Ciriaco y Paula, virgen, los cuales de haber padecido muchos tormentos fueron apedreados y dieron sus almas cielo entre las mismas piedras”.
Los autores de los Martirologios y santorales posteriores han reproducido estos datos. El auge de los martirologios tuvo lugar en la Edad Media, en el siglo XI, en el cual aflora el culto a las reliquias, ya que cada ciudad pretendía tener sus mártires propios a los solicitaban su protección. Seguramente en Málaga numerosos fieles cristianos se agruparon en torno a las reliquias de los mártires locales, aunque siempre bajo el temor de las represalias musulmanas. Con las oleadas invasores de almorávides y almohades, los núcleos cristianos malagueños fueron expulsados al norte de África, por lo que Ciriaco y Paula tuvieron que esperar hasta el siglo XV para ser designados como Santos Titulares.
A finales del siglo XVII, el arzobispo de Toledo don Francisco Antonio Lorenzana se encontró un himnario mozárabe, en el que se reproducía el himno correspondiente a San Ciriaco y Santa Paula.
Al parecer, estos himnos están tomados de las actas de martirio. Ahora bien, se ignora dónde han sido depositados sus cuerpos, aunque tradicionalmente se afirmaban que no podían estar muy lejos de la ciudad, junto a la ribera del río Guadalmedina, de donde se arrancaron las pie
dras para lapidarlos. Esta creencia en torno a la localización de los cuerpos de los Santos Mártires ha pervivido hasta nuestros días y hoy al lugar del martirio lo conocemos como Martiricos. Otros señalan el vecino Arroyo de los Ángeles, cercano al convento franciscano del mismo nombre, aunque las excavaciones llevadas a cabo fueron infructuosas. Diego de Torres, su promotor, ordenó que se compusieran ciertas composiciones en las que se celebra el martirio de los Santos. En el pedestal de la cruz se puede leer: “A los Santos Mártires Ciriaco y Paula que en Málaga derramaron su sangre y fueron apedreados por defender la Cruz, y es fama que están sus sepulcros intramuros de este monasterio”.
La tradición transmitida por estas fuentes, y recogidas ampliamente en la historiografía local, afirma que los Santos Ciriaco y Paula fueron dos jóvenes malagueños pertenecientes a una floreciente comunidad cristiana existente en nuestra ciudad y presidida por el Obispo San Patricio. Apresados en el  contexto de la décima persecución del emperador Diocleciano y Maximiano, fueron sometidos a dolorosos tormentos con el propósito de que renunciaran a su fe y adorasen a las divinidades paganas.
Como no consiguieron tal propósito, fueron condenados a muerte y lapidados hasta el óbito, atados a sendos árboles, que ocurrió en el margen del río Guadalmedina el día 18 de junio del año 303 de nuestra era, en el lugar que aún hoy conocemos como Paseo de Martiricos. Ocurrida la muerte, cayó un fuerte aguacero que impidió que sus cuerpos fuesen quemados, y sus hermanos cristianos los recogieron y procedieron a su sepultura. Desde entonces han sido venerados en nuestra ciudad por los cristianos hasta el siglo XI tal como hemos expuesto anteriormente.
Su devoción y fama se extendió por toda la provincia Bética y estos hechos recogidos en los martirologios ya citados.
En 1768, el caballero síndico del común, el Licenciado don Bernardo José Montalvo, presentó ante los regidores, en el cabildo de 14 de noviembre, un memorial en el que solicitaba permiso para realizar catas arqueológicas para hallar las reliquias de los Mártires.
Tal como anunciábamos antes, Málaga tiene presente su vinculación con los Santos Mártires en el escudo que los Reyes Católicos otorgaron a la ciudad. El texto de la Real Cédula que concede el escudo de armas a la ciudad de Málaga se encuentra fechado en Segovia, el 30 de agosto de 1494, cuyo original en vitela, con los colores de las Armas, se guarda en el archivo de la ciudad y dice así: “Don Fernando y Doña Isabel, por la gracia de Dios,  Rey y Reina de Castilla dieron por armas la forma de la misma ciudad y castillo de Gibralfaro, con el corral de cautivos en campo colorao; y para la  reverencia de los Santos Bienaventurados Mártires, San Ciriaco y Santa Paula, que en ella fueron martirizados, poner su imagen en cada uno de ellos en par de la torre de Gibralfaro, con los colores de … los  Santos Patronos con resplandores de oro, con manto azul y túnica dorada, y sobrecuello de santa Paula dorado”.
Las fiestas patronales de los Santos Ciriaco y Paula se van conformando  poco a poco a lo largo de los siglos. Durante cinco cdnturias, la festividad de los Mártires se encontraba vinculada al Ayuntamiento, por lo que los regidores llevaban en procesión las andas sobre las que se mantenían las imágenes de San Ciriaco y Santa Paula por las calles y plazas de la ciudad. El presupuesto para festejar a los Santos Patronos procedía de las rentas municipales, y se utilizaba para iluminar el edificio  del Ayuntamiento, para costear los cirios de la procesión y de las corridas de toros, juegos de cañas y de parejas.
Las primeras referencias escritas sobre la celebración de los Mártires Ciriaco y Paula se encuentran en las Actas Capitulares del Cabildo Catedralicio, en donde consta que:
“Siendo don Pedro de Toledo, por la gracia de Dios y de la Santísima Iglesia de Roma, Obispo de Málaga … como a nuestro Señor Dios plació,  por su mucha piedad, y por la intercesión de Ntrª. Srª la Virgen María, su madre, abogada y Señora mayor, tomar y recobrar de las manos de los enemigos de la Santa Fe católica la ciudad de Málaga, donde fueron martirizados, por amor a Ntr. Sr. Jesucristo mucho tiempo ha, los Santos Mártires Ciriaco y Paula, nuestros patrones, e donde aquellos tiempos antes que se perdiese la tierra era donde agora está situada la iglesia Catedral de nuestro Obispado”.
Posiblemente, desde la consolidación del municipio malagueño se hicieron fiestas en honor de los Santos Ciriaco y Paula. La primera noticia data de 1507, año en el que se acordó  por la Ciudad llevar en solemne procesión a los patronos a su iglesia parroquial desde la Iglesia Mayor o Catedral, y que en su víspera hubiese función de toros, cañas y parejas. En 1580 se colocaron en la capilla mayor de la Catedral ocho estatuas de cuerpo entero sobre la cornisa y, entre ellas estaban representadas las de Ciriaco y Paula, recordando a los malagueños sus Martiricos. En 1581 se dejó sentir un fuerte terremoto cuando el obispo Pacheco se encontraba reunido con su cabildo en la iglesia de los Santos Mártires, según el Padre Morejón. Apenas hubo que lamentar pérdidas por lo que ambos Cabildos, el civil y el eclesiástico, decidieron el 16 de junio de 1582 hacer un voto solemne y declarar día festivo con obligación de oír misa el 18 de junio, día de los Santos Mártires, en la ciudad y sus arrabales. En el mismo cabildo la Ciudad acordó mandar labrar dos estatuas de plata para que fueran sacadas en procesión en el día de su fiesta. Estas imágenes, donadas por el Cabildo municipal, fueron procesionadas por primera vez el 18 de junio de 1604, por los caballeros regidores, realizando un recorrido desde la Catedral a la parroquia por las principales calles de la ciudad, acompañados por el cabildo catedralicio, los religiosos de los conventos malagueños, las hermandades y cofradías, y una multitud de fieles alumbrando a los patronos. Igualmente se propuso en el Cabildo municipal la fundación de una cofradía, con sus correspondientes Constituciones, para ayudar con sus limosnas a los presos de la cárcel.
El obispo don Juan Alonso de Moscoso López, funda en 1623 el Colegio Mayor de San Ciriaco y Santa Paula en  Alcalá de Henares para que los jóvenes malagueños sin recursos pudiesen cursar estudios universitarios.  Al Colegio se le conoce como el Colegio de Málaga y para su fábrica y conservación el obispo aportó más de sesenta mil ducados. Las obras finalizaron en 1673.
En los años 1635 y 1661, catástrofes climatológicas provocaron las inundaciones del río Guadalmedina, sembrando la desolación en la ciudad, por lo cual la fiesta de los Santos Mártires no tuvo el realce de otros años. En 1637, 1648 y 1678 fueron las epidemias las que contribuyeron  a diezmar la población malagueña, por lo que se restringieron las manifestaciones religiosas. En el año 1680 un fuerte terremoto se abatió sobre Málaga. Cerca de 850 casas se derrumbaron y perecieron 70 vecinos.
En 1673 al ponerse el escudo con las armas reales y una larga inscripción sobre la parte oriental de la muralla árabe, se colocó debajo del escudo y en medio de otros dos, un gran medallón de alabastro, hoy algo gastado, donde se observan las imágenes de los titulares de la ciudad. Los Mártires Ciriaco y Paula, se representan atados a los troncos de unas palmas que los cobijan con sus copas, tal y como debieron de estar en el trance de su martirio.
Cuando a mediados del siglo XVIII se reanudan las obras de las tres puertas principales de la fachada de la Catedral, estas se diseñaron de la siguiente manera: “Sobre la central y sobre la cornisa, un medallón que debía representar el tema de la Encarnación, mientras que en los medallones colaterales estarían representados los Santos Mártires Ciriaco y Paula, nuestros Patronos”.
Y así se puede apreciar hoy en día perpetuando así la devoción ciudadana en su principal monumento. Sobre las puertas laterales, en un altorrelieve de mármol blanco, dentro de los medallones ovalados, figuran Ciriaco y Paula.  Nadie podía sospechar que en el mes de noviembre de 1755 un nuevo movimiento sísmico sacudiría la ciudad causando víctimas entre los escombros de los edificios derrumbados. La catástrofe se podía haber cobrado más víctimas por lo que se organizó una procesión en reconocimiento de la:
“Intercesión de la Virgen, al constante patrocinio de nuestros insignes patronos, los gloriosos San Ciriaco y Santa Paula, naturales que fueron de esta ciudad, donde dieron la vida gloriosamente por la fe, a los golpes de las durísimas piedras”.
Como consecuencia de este terremoto, la iglesia parroquial de los Santos Mártires quedó seriamente dañada, por lo que fue necesaria una reconstrucción del templo, que finalizó en el año 1777. El 5 de febrero de 1810 entraron los franceses en Málaga y arrebataron a los malagueños las dos estatuas de los Santos Patronos debido a su precioso metal. Fue preciso tallar otras efigies de los Patronos que, a partir de esas fechas se procesionaban a la capilla de Martiricos en romería, organizándose tras la misa y su correspondiente sermón, una merienda de hermandad. En el año 1889 la inestabilidad política obligó a suprimir esta procesión.
La memoria de los Santos Ciriaco y Paula ha permanecido inalterable en la ciudad durante diecisiete siglos y buena prueba de ello son su amplia presencia en el callejero de la ciudad:
- En el centro, tenemos la denominada Plaza de los Mártires Ciriaco y Paula, y la calle Mártires junto al templo parroquial de los Santos Mártires Ciriaco y Paula. Muy cerca, además, está la calle Santos, también dedicada a los Patronos, recogiendo la tradición que afirmaba que los jóvenes Santos se conocieron en una panadería situada en esa vía, en la que trabajaban ambos.

- Fuera del centro tenemos el Paseo de Martiricos, junto al río Guadalmedina y que guarda la tradición del lugar del martirio. En el barrio de Ciudad Jardín nos encontramos con la calle San Ciriaco y calle Santa Paula.

- La Barriada de Santa Paula, amplia zona residencial de gran proyección, también está dedicada a nuestra patrona, con unos jardines también dedicados a nuestros Patronos.